# إيوان غابور
إيوان غابور (بالرومانية: Ion Gabor)‏ هو مصارع رياضي روماني، ولد في 19 أكتوبر 1943 في غالاتس في رومانيا.

## وصلات خارجية
- إيوان غابور على موقع قاعدة بيانات المصارعة الدولية (الإنجليزية)
- إيوان غابور على موقع أوليمبيديا (الإنجليزية)